# 고현준
고현준(1976년 ~ )은 대한민국의 시사평론가이며 방송인이고 만평작가이다.
```
현재 SBS 러브FM 
고현준의 뉴스브리핑
 - 줄여서 
고뉴브
라 부른다. - 진행자. 
```

현재 SBS 러브FM 뉴스브리핑을 진행하고 있으며, 평일 모닝와이드 2부에서 고현준의 뉴스 딱 코너를 진행하고 있다.
2008년부터 2014년까지 평일 모닝와이드 3부, 한밤의TV연예에 패널 대등 주로 SBS TV에 출연해 왔으며, 특히 2010년 남아공 월드컵, 2012년 런던올림픽, 2014년 브라질 월드컵 등 대형 이벤트의 현지 취재와 진행을 통해 주목 받아 왔다. 
또한 SBS 러브FM SBS 정치쇼에 고정패널로 출연중이었으나, 진행자였던 김용민의 급작스런 하차 이후 진행자로 잠시 발탁되었다.
2015년부터는 스브스뉴스에서 뉴스에디터와 프리젠터로도 활동했다.
팟캐스트 <떡국열차>와 <밀떡>, <싸커조커>를 진행했다.
프리랜서로써 다양한 직종을 동시에 소화하는 특이한 이력을 가졌으며 여러 직종을 나눌때 '/'를 쓰는 것에서 기인된 슬래셔라 불린다.
2003년 세종대학교 일반대학원 호텔관광경영학 석사과정을 중퇴하였다.
포항 MBC 라디오 별이 빛나는 밤에의 별밤지기로 방송 데뷔하였다.
2011년부터는 시사만평가로도 활동하고 있다.
2013년 태풍 하이옌에 대한 취재로 SBS특종상을 수상했다.

## 방송경력

### TV
- JTBC - 사건반장
- JTBC - JTBC 뉴스현장
- JTBC - 시사토크 세대공감
- JTBC - 전용우의 뉴스ON
- tvN - 쿨까당
- SBS - 평일 모닝와이드 3부
- SBS - 2010 남아공 월드컵 남아공 현지 진행
- SBS - 2012 런던 올림픽 영국 현지 진행
- SBS - 2014 브라질 월드컵 브라질 현지 진행
- SBS - 본격 연예 한밤
- SBS - 평일 모닝와이드 2부 고현준의 뉴스 딱 진행
- KBS - 6시 내고향
- MBC -생방송 화제집중
- SBS 드라마플러스 - 탱자 연예 뉴스
- TBS - 뉴스공장 외전 더 룸
- TBS - 더 룸

### 라디오
- SBS - 고현준의 뉴스브리핑
- SBS - SBS 정치쇼
- 대구MBC - 별이 빛나는 밤에
- 포항MBC - 별이 빛나는 밤에
- SBS - 박은지의 파워 FM - 고현준의 사건 X-File
- SBS - 김영철의 파워 FM - 8시N뉴스
- SBS - SBS 전망대

### 유튜브
박시영TV, 대안뉴스, 그래서,오늘은, 한겨레tv - 뉴스 다이브

### 팟캐스트
- 전국구 시즌3, 떡국열차, 싸커조커, 밀떡, 미켈란젤리와 잡범들, 고현준의 따르릉

## 수상경력
- SBS 특종상

## 만평
- 페이스북 고현준 만평
- 위키프레스 만평
- 오마이뉴스 만평